# Plássajávrre
Plássajávrre är en sjö i Arjeplogs kommun i Lappland och ingår i Piteälvens huvudavrinningsområde. Sjön har en area på 0,601 kvadratkilometer och ligger 402 meter över havet.

## Delavrinningsområde
Plássajávrre ingår i det delavrinningsområde (734666-162684) som SMHI kallar för Utloppet av Plássajávrre. Medelhöjden är 423 meter över havet och ytan är 9,6 kvadratkilometer. Räknas de 12 avrinningsområdena uppströms in blir den ackumulerade arean 123,39 kvadratkilometer. Vattendraget som avvattnar avrinningsområdet har biflödesordning 3, vilket innebär att vattnet flödar genom totalt 3 vattendrag innan det når havet efter 194 kilometer. Avrinningsområdet består mestadels av skog (91 procent). Avrinningsområdet har 0,85 kvadratkilometer vattenytor vilket ger det en sjöprocent på 8,9 procent.